# Reveries
Reveries es un disco de reversiones de temas antiguos de Paolo Conte con 1 tema inédito que da título al disco y 4 temas ya editados anteriormente. Fue editado en 2003.

## Temas reinterpretados
Temas de discos anteriores fueron reinterpretados para este disco, además de Reveries, tema especialmente compuesto para este disco.
- Reveries (tema inédito)
- Gioco D'Azzardo
- Dancing
- Nord
- Fuga All'Inglese
- Madeleine
- Blue Tangos
- L'Avance
- Sud América
- Parigi
- Diavolo Rosso
- Come Mi Vuoi

## Temas recopilados ya editados
Hay 4 temas que ya estaban editados en los discos Aguaplano y 900.
- Aguaplano
- I Giardini Pensili Hanno Fatto Il Loro Tempo
- Chiamami Adesso
- Novecento